# Arboricornus pyrrhobaphes
Arboricornus pyrrhobaphes là một loài bướm đêm trong họ Noctuidae.